# La noche avanza
La noche avanza es una película de drama mexicana de 1952, escrita y dirigida por Roberto Gavaldón y protagonizada por Pedro Armendáriz, Anita Blanch y Rebeca Iturbide.

## Sinopsis
Marcos (Pedro Armendáriz) es un pelotari que corteja a muchas mujeres, una de las cuales es la recién viuda Sara (Anita Blanch). Marcos engaña a su amante, Lucrecia (Eva Martino) y desdeña a su enamorada millonaria Rebeca (Rebeca Iturbide). Por su parte, Armando (Carlos Múzquiz), el hermano de Rebeca, tiene problemas con Marcial (José María Linares Rivas) por sus deudas de apuestas de frontón).
Sara, después de quedar abandonada en Manila, es visitada por Marcos, quien le promete ir con ella a La Habana. Lucrecia rechaza a Marcial y éste se pelea con Marcos en un cabaret vacío. Marcos intenta convencer a Rebeca de que aborte, pero ella le confiesa que Marcos es el padre del niño que espera. Por ello, Marcos le pide al padre de Rebeca que finja consentir su matrimonio, lo cual la lleva a ella a intentar suicidarse. Armando la detiene y se entera de que es amante de Marcos, por lo cual la abofetea.
Marcial intenta obligar a Marcos a perder un partido por la deuda de Armando, pero como éste paga, el pelotari gana e insulta a Marcial. Él ofrece dinero a los esbirros a cambio de su vida y pide a Sara para pagar, pero como ella no puede darle nada forcejean y ella muere. Él logra que le cambien un cheque y huye, pero en un avión Rebeca lo alcanza y lo mata.

## Reparto
El reparto principal está compuesto por:
- Pedro Armendáriz como Marcos Arizmendi.
- Anita Blanch como Sara.
- Rebeca Iturbide como Rebeca Villarreal.
- Eva Martino como Lucrecia.
- José María Linares Rivas como Marcial Gómez.
- Julio Villarreal como Señor Villarreal.
- Armando Soto la Marina como Chicote.
- Carlos Múzquiz como Armando Villarreal.
- Wolf Ruvinskis como Bodoques.
- Francisco Jambrina como Luis.
- Roberto Y. Palacios como Li Chan.